# Surface de Macbeath
En géométrie hyperbolique, une surface de Macbeath, également appelée courbe de Macbeath ou courbe de Fricke–Macbeath, est une surface de Riemann de genre 7. C'est une surface de Hurwitz, c'est-à-dire une surface de Riemann qui possède le nombre maximum d'automorphismes donné par le théorème d'Hurwitz  pour les surfaces de Riemann de genre donné. Son groupe d'automorphismes est isomorphe à PSL(2,F8) et a 504 symétries.